# Anacornia
Anacornia Chamberlin & Ivie, 1933 è un genere di ragni appartenente alla famiglia Linyphiidae.

## Distribuzione
Le due specie oggi note di questo genere sono state rinvenute negli USA.

## Tassonomia
A maggio 2011, si compone di due specie:
- Anacornia microps Chamberlin & Ivie, 1933[3] — USA
- Anacornia proceps Chamberlin, 1948 — USA